# West Bexington
West Bexington – wieś w Anglii, w hrabstwie Dorset. Leży 16 km na zachód od miasta Dorchester i 199 km na południowy zachód od Londynu.